# Weyer, Bas-Rhin
För andra betydelser, se Weyer, Bas-Rhin (olika betydelser).
Weyer är en kommun i departementet Bas-Rhin i regionen Grand Est (tidigare regionen Alsace) i nordöstra Frankrike. Kommunen ligger i kantonen Drulingen som tillhör arrondissementet Saverne. År 2022 hade Weyer 515 invånare.

## Befolkningsutveckling
Antalet invånare i kommunen Weyer
| Referens: INSEE |